# Oxiteníneos
Oxiteríneos (Oxyterinae) é uma subfamília de Saturniidae, até então classificada como uma  família. São principalmente da América Central e do Sul.